# Kid Kopphausen
Kid Kopphausen war eine deutsche Rockband aus Hamburg, die von Nils Koppruch und Gisbert zu Knyphausen im Jahr 2011 gegründet wurde.

## Geschichte
Schon vor der Gründung von Kid Kopphausen kreuzten sich des Öfteren die Wege der beiden Musiker. So begleiteten sie sich gegenseitig auf ihren Tourneen. 2008 nahmen sie das Duett Knochen und Fleisch für den Sampler KunztStücke zugunsten des Straßenmagazins Hinz&Kunzt auf. Im Oktober 2010 veröffentlichten sie als Nils Koppruch & Gisbert zu Knyphausen anlässlich der „Plattenladenwoche“ die Vinylsingle Die Aussicht. Der Song ist auch auf Koppruchs Album Caruso enthalten.
Am 24. August 2012 erschien das Album mit dem Namen I und stieg auf Rang 29 der deutschen Album-Charts ein. Im Rahmen der Veröffentlichung gab man einige exklusive Livepremieren in Berlin und Hamburg. Das Album wurde am 26. November 2012 mit dem Musikpreis HANS als bestes Hamburger Album des Jahres 2012 ausgezeichnet.
Die Zusammenarbeit endete durch den Tod von Nils Koppruch am 10. Oktober 2012 im Alter von 46 Jahren.

## Diskografie

### Studioalben
| Jahr | Titel | Höchstplatzierung, Gesamtwochen, AuszeichnungChartsChartplatzierungen (Jahr, Titel, Platzierungen, Wochen, Auszeichnungen, Anmerkungen) | Anmerkungen                           |
| Jahr | Titel | DE | Anmerkungen                           |
| ---- | ----- | --- | ------------------------------------- |
| 2012 | I     | DE29 (3 Wo.)DE | Erstveröffentlichung: 24. August 2012 |